# Hospital Central de Maracay
El Servicio Autónomo Docente Hospital Central de Maracay (SADHCM) —también conocido simplemente como Hospital Central de Maracay (HCM)— es un establecimiento de atención médica pública tipo IV con 551 camas presupuestadas, propiedad de la Gobernación del Estado Aragua, ubicado en la parroquia Madre María de San José de Maracay, Venezuela. Asimismo, presta apoyo como hospital universitario para estudios de pregrado y posgrado. 
Fundado en 1973 para atender una población de 500.000 habitantes, sustituyendo al entonces Hospital Civil de Maracay —actual Ambulatorio Efraín Abad Armas— de la Avenida Bolívar. Atiende a una población de 1,7 millones de habitantes, unos 800.000 en el municipio Girardot del estado Aragua, y el resto de los estados Guárico y Apure y de la capital amazonense, Puerto Ayacucho, siendo el principal centro de atención y centro principal de referencia de la región central, de los Llanos y zonas aledañas.

## Historia

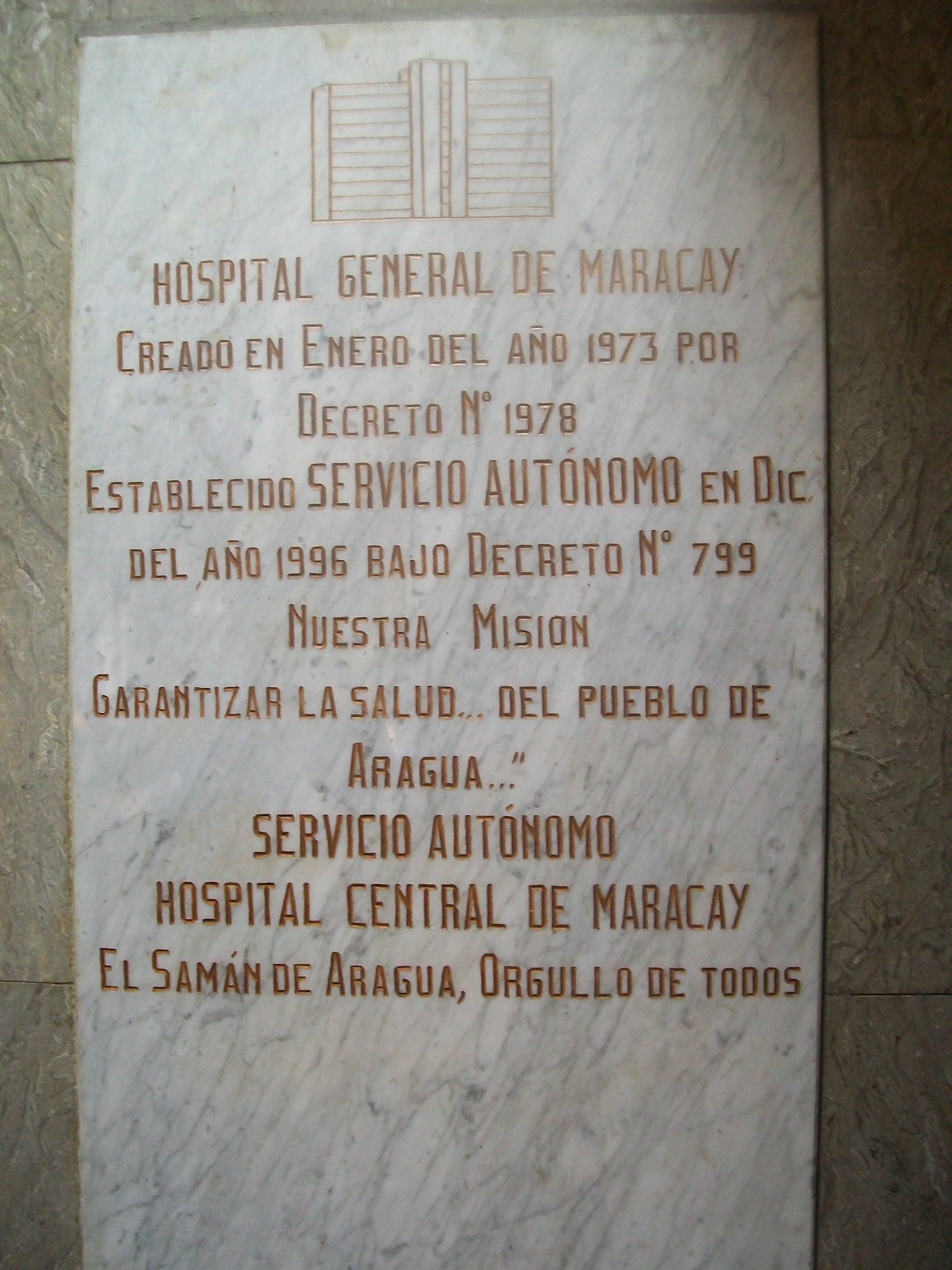
Placa descriptiva del Hospital Central de Maracay

Bajo los cánones y paradigmas que para la época se manejaban, el 20 de enero de 1971 y por Decreto N.º 1978, al final del primer período de gobierno del presidente Rafael Caldera se ordena la puesta en marcha del Hospital Central de Maracay, y es el 20 de noviembre del año siguiente cuando efectivamente inicia sus labores, inaugurada por el presidente Carlos Andrés Pérez. El principal centro de atención médica en Maracay para la época era el Hospital Civil, ubicado en la avenida Bolívar del centro de la ciudad. 
En el año 1977 se inician los estudios de pregrado del Hospital Central de Maracay para estudiantes de la Universidad de Carabobo.
Los orígenes de los estudios de posgrado en esta institución se remontan a la gestión del Dr. Esteban Cabrera Landaeta como jefe de la Región Sanitaria durante el período 1974-1979, cuando se establece un programa de residencias asistenciales programadas. Más adelante, a mediados de los años 80, estas residencias asistenciales recibieron el aval de la Universidad de Carabobo y, finalmente, en 1988 se aprueban los programas de especialización en Puericultura y Pediatría, Medicina Interna y Cirugía General. Posteriormente, en 1989, se aprueba el programa en Obstetricia y Ginecología.
En 1993 el HCM es acreditado dentro de la Iniciativa Hospital Amigo del Niño, programa de la UNICEF para la promoción de la lactancia materna.
A raíz de la descentralización de la salud, el Hospital Central de Maracay, bajo decreto en Gaceta Oficial N.º 488 de fecha 13 de enero de 1997, pasa a ser servicio autónomo sin personalidad jurídica pero con autonomía presupuestaria administrativa y de gestión, adscrita a la Corporación de Salud del Estado Aragua (Corposalud Aragua).
En 2020 es renombrado como Servicio Autónomo Docente Hospital Central de Maracay.

## Características

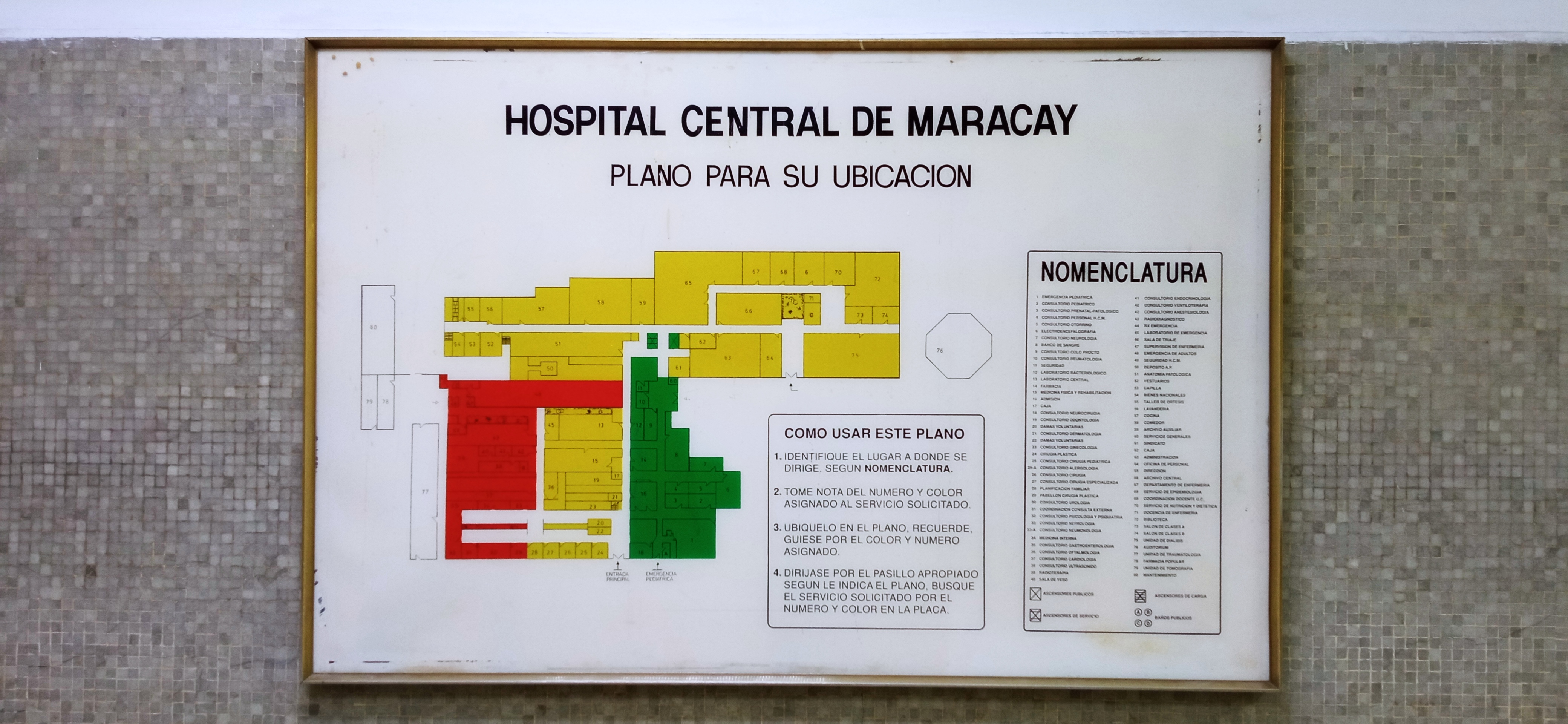
Plano de ubicación del Hospital Central de Maracay

El Servicio Autónomo Docente Hospital Central de Maracay (SADHCM) se encuentra ubicado en la zona norte de la ciudad de Maracay, estado Aragua, al final de la prolongación de la avenida Sucre. Está constituido por una torre monolítica, obra terminada con recubrimiento que va desde el friso hasta el mármol.
El SADHCM es un hospital tipo IV, es decir, presta atención médica de los tres niveles con proyección regional, además cumple actividades de docencia de pre y postgrado a todo nivel y desarrolla actividades de investigación a todos los niveles.
El Servicio Autónomo Docente Hospital Central de Maracay (SADHCM), cuenta actualmente con 551 camas presupuestadas, prestando en la actualidad una atención directa a más de 400.000 habitantes, que comprende el municipio Girardot del estado Aragua y una población indirecta de casi 1.800.000 habitantes. Además, atiende pacientes de otros estados tales como Carabobo, Guárico, Apure, La Guaira, Miranda, Amazonas y otros en menos proporciones.

### Servicios y educación

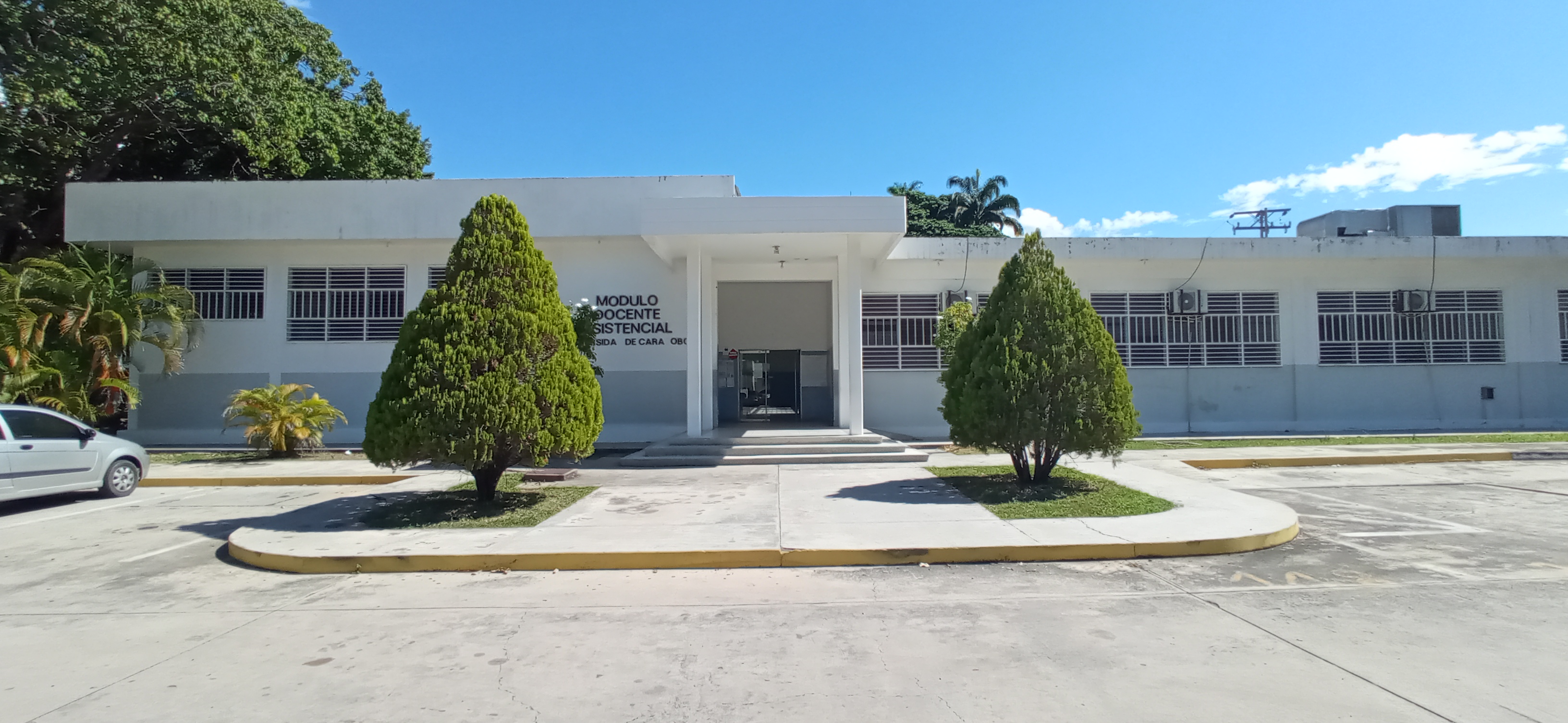
Módulo Docente Asistencial del Hospital Central de Maracay, destinado para actividades académicas de pregrado y posgrado de la Universidad de Carabobo-Sede Aragua

El Hospital Central de Maracay funciona como hospital universitario para estudiantes de pregrado de medicina de la Universidad de Carabobo-Sede Aragua (UCSA), de la Universidad Nacional Experimental Rómulo Gallegos (UNERG), de la Universidad de las Ciencias de la Salud (UCS) y de la Escuela Latinoamericana de Medicina (ELAM). Además, cuenta con estudios de posgrado no universitarios y universitarios. Estos últimos avalados por la Universidad de Carabobo.
El Hospital Central de Maracay cuenta con gran variedad de especialidades médicas y áreas de hospitalización inherente a las mismas, incluyendo servicios de cirugía general, traumatología, medicina interna, anestesiología, ginecoobstetricia, pediatría y neonatología, neurocirugía, oftalmología, urología, psicología y psiquiatría, entre otros.
Entre los posgrados avalados por la Universidad de Carabobo en esta institución se encuentran Anestesiología y Reanimación, Cirugía General, Medicina Interna, Obstetricia y Ginecología, Puericultura y Pediatría, Neonatología Integral para médicos y Neonatología Integral para enfermeros.
El Servicio de Nefrología del Hospital Central de Maracay tiene 16 camas de hospitalización, 20 camas de hemodiálisis, 3 pabellones quirúrgicos, consultas de nefrología pediátrica, trasplante, prediálisis y cirugía vascular, entre otros servicios. Cuenta también con una área de medicina nuclear.